# イット・クッド・ハプン・トゥ・ユー
「イット・クッド・ハプン・トゥ・ユー」 ('It Could Happen to You) は、ジミー・ヴァン・ヒューゼンが作曲。ジョニー・バークが歌詞を担当したポピュラーソング。この曲は1943年に書かれ、ドロシー・ラムーアによってパラマウントミュージカルコメディ映画アンド・ザ・エンジェルス・シング （1944）で紹介された。
1943年12月13日に作成されたジョー・スタッフォードによる録音は、カタログ番号158としてキャピトルレコードから1944年9月21日、チャートの唯一の週である10番でビルボードのベストセラーチャートに到達したビング・クロスビーのレコーディングは、デッカ・レコード1943年12月29日に行われ、18位のピーク位置で、1944年9月にビルボードチャートに2週間とどまった。
デクスター・ゴードン作曲「フライド・バナナズ」は、この曲の変更に基づいている。